# Вальтер Антон Карлович
Антон Карлович Вальтер (24 грудня 1905, Петербург — 13 липня 1965, Харків) — український фізик, доктор фізико-математичних наук (1940), професор (1940), академік АН УРСР (1951), Заслужений діяч науки УРСР (1955), лауреат Державної премії УРСР в галузі науки і техніки (1993, посмертно) .

## Біографія
У 1926 закінчив Ленінградський політехнічний інститут.
У 1925–1930 у лабораторії Ленінградського фізико-технічного інституту, яку очолював А. Іоффе, досліджував електричні і механічні властивості діелектриків, створив першу фізичну теорію діелектричних втрат.
У 1930—1965 працював в Харківському фізико-технічному інституті АН УРСР (сучасна назва — Національний науковий центр «Харківський фізико-технічний інститут»): 1932—1936 — науковий керівник, 1936—1944 — вчений секретар, від 1941 — завідувач відділу, від 1944 — заступник директора з наукової роботи.
1932 спільно з К. Д. Синельниковим, О. І. Лейпунським і Г. Д. Латишевим уперше в СРСР здійснив розщеплення атомного ядра штучно прискореними частинками. Керував і брав безпосередню участь у спорудженні ряду прискорювачів електронів, зокрема електростатичного на 2,5 МеВ (1935–36), лінійного на 1,8 ГеВ (1968), і постановці та проведенні експериментів з фізики ядра та елементарних частинок.
Брав безпосередню участь у створенні унікальних на той час прискорювачів іонів та елементарних частинок. З допомогою створених прискорювачів виконав разом зі співробітниками серію досліджень з ядерної спектроскопії, відкрив близько 20 нових ізомерів, вивчив розсіювання протонів ядрами, поляризацію нуклонів у ядерних реакціях.
Одночасно працював професором Харківського механічно-машинобудівного інституту (1932—1935), Харківського автомобільно-дорожнього інституту (1935—1937).
У 1937–1965 працював професором Харківського університету. У 1946 році заснував в ньому кафедру експериментальної ядерної фізики.
Основні праці з фізики діелектриків і напівпровідників, техніки високих напруг і техніки вакууму, прискорювальної техніки. 

## Родина
Син — Антон Антонович Вальтер, український вчений-мінералог, доктор геолого-мінералогічних наук, завідувач відділу фізичних методів дослідження руд Інституту прикладної фізики НАН України.